# XXVI Brygada Piechoty (II RP)
XXVI Brygada Piechoty (XXVI BP) – brygada piechoty Wojska Polskiego II RP.
Dowództwo brygady zostało utworzone z Dowództwa Piechoty Dywizyjnej 7 Dywizji Strzelców Polskich na podstawie rozkazu II wiceministra spraw wojskowych gen. ppor. Kazimierza Sosnkowskiego nr 169.Z  z 1 września 1919 Zjednoczenie Armji gen. Hallera z armią krajową i związana z niem reorganizacja. W skład brygady włączono 3 i 8 pułk strzelców polskich, które na podstawie tego samego rozkazu zostały przemianowane na 45 i 50 pułk piechoty strzelców kresowych. Brygada wchodziła w skład 13 Kresowej Dywizji Piechoty. W 1921 rozwiązano brygadę, a  dowództwo brygady przeorganizowano w dowództwo piechoty dywizyjnej.

## Walki brygady
Na dzień 2 września 1920 zaplanowano natarcie na Tyszowce. Od południa miała uderzyć XXVI Brygada Piechoty, a od południowego wschodu 1 Dywizja Jazdy. Termin natarcia musiał zostać przesunięty, ponieważ nocą 1 DJ otrzymała uzupełnienie i zajęta była jego rozdzielaniem między pułki. Jako pierwszy do natarcia ruszył, wspierany przez II dywizjon 13 pułku artylerii polowej, 44 pułk piechoty, a jego lewe skrzydło ubezpieczał I batalion 50 pułku piechoty. Jako że grupa przeprawowa nie posiadła łodzi, a w pobliżu nie było też brodów, dlatego piechota musiała zdobyć groblę prowadzącą do mostu, a następnie opanować sam most. Również teren na przeciwległym brzegu sprzyjał jego obrońcom. Ze wzgórz na wschodnim brzegu Huczwy przeciwnik ostrzeliwał Polaków silnym i celnym ogniem. Brawurowy atak 44 pułku piechoty i nawały ogniowe stawiane przez dywizjon 13 pap spowodowały, że w ciągu kilkunastu minut Polacy wyszli na groblę i do 11.00 opanowali zarówno Tyszowce jak i leżącą na wschodnim brzegu Huczwy wieś Zagajnie.
Wycofujące się oddziały 44 Dywizji Strzelców trafiły pod Lipowcem i Tuczapami na podporządkowaną 1 Dywizji Jazdy Samodzielną Brygadę Kozacką Wadima Jakowlewa. Kozacy rozproszyli przeciwnika, biorąc do niewoli około dwustu jeńców i zdobywając dwa ckm-y.

## Dowódcy brygady
- płk Zdzisław Załuski (15 X 1919 – 15 XI 1919)[4]
- płk piech. Edward Doroszewski[5] (od 20 XII 1919[6])
- płk piech. Józef Becker (od 30 VI 1920)
- płk piech. Eugeniusz Doroszewski (do 30 VII 1920)

## Organizacja brygady
- Dowództwo XXVI Brygady Piechoty[5]
- 45 pułk piechoty strzelców kresowych
- 50 pułk piechoty strzelców kresowych

Organizacja 1 września 1920:
- 44 pułk piechoty
- 50 pułk piechoty